# ورنگس
ورنگس (به فرانسوی: Varanges) یک کمون در فرانسه است که در Canton of Genlis واقع شده‌است.

## خصوصیات
ورنگس ۹٫۳۷ کیلومترمربع مساحت و ۷۹۸ نفر جمعیت دارد.